# Prerradical
En matemática, un prerradical es una generalización categórica del submódulo de torsión, el submódulo divisible, el radical de Jacobson de un módulo y el soclo de un módulo.

## Definición
Para {\displaystyle R} un anillo asociativo con {\displaystyle 1} un prerradical {\displaystyle \sigma } en {\displaystyle R-Mod} la clase de módulos izquierdos unitarios es un endofuntor en {\displaystyle R-Mod}, {\displaystyle \sigma :R-Mod\rightarrow R-Mod} tal que para todo {\displaystyle R-}módulo {\displaystyle M}, {\displaystyle \sigma (M)\leq M} y para todo homomorfismo {\displaystyle f:M\rightarrow N,f(\sigma (M))\leq \sigma (N)}.
A la clase de prerradicales sobre {\displaystyle R-Mod} se le denota por {\displaystyle R-pr}.

## Estructura de retícula
{\displaystyle R-pr} tiene estructura de clase parcialmente ordenada con {\displaystyle \sigma \leq \tau }, si {\displaystyle \sigma (M)\leq \tau (M)} para todo {\displaystyle M} {\displaystyle R-}módulo. De manera natural para una familia de prerradicales {\displaystyle \{\sigma _{i}\}_{i\in I}} que el supremo está dado por {\displaystyle (\vee _{i\in I}\sigma _{i})(M)=\sum _{i\in I}\sigma _{i}(M)} y el ínfimo por {\displaystyle (\wedge _{i\in I}\sigma _{i})(M)=\cap _{i\in I}\sigma _{i}(M)} para todo {\displaystyle M} {\displaystyle R-}módulo. Por lo que {\displaystyle R-pr} forma una gran retícula. Por lo mencionado anteriormente {\displaystyle R-pr} es una retícula completa, es una retícula modular y también es una retícula continua superiormente.

## Operaciones
{\displaystyle R-pr} tiene dos operaciones: el producto  {\displaystyle \sigma \tau } y el coproducto {\displaystyle \sigma :\tau }, definidas en un {\displaystyle R-}módulo {\displaystyle M} por
{\displaystyle (\sigma \tau )=\sigma (\tau (M))}
{\displaystyle (\sigma :\tau )(M)/\sigma (M)=\tau (M/\sigma (M))}